# زتابایت
زتابایت (به انگلیسی: Zettabyte) یک واحد از اطلاعات که برابر ۱۰۲۴ اگزابایت است. کوتاه شده آن (ZB) می‌باشد.
- ۰۰۰ ۰۰۰ ۰۰۰ ۰۰۰ ۰۰۰ ۰۰۰ ۰۰۰ ۱ بایت = ۱۰۰۰۷، یا ۱۰۲۱

## اندازه حجم
برای درک بهتر مفهوم اندازه بسیار بزرگ زتابایت کافی است بدانید که اگر روند تولید اطلاعات با همین سرعت دنبال شود تا سال ۲۰۲۰ میلادی حجم کل داده های موجود در سراسر جهان تنها بیش از ۴۴ زتابایت خواهد بود. و یا طبق پيش بيني انجام شده توسط موسسه استاتيستا تا سال ۲۰۲۵ ميلادي حجم داده‌ها در جهان به ۱۸۱ زتابايت خواهد رسيد. 
1. ↑  تا سال ۲۰۲۰ حجم کل داده‌های جهان ۴۴ زتابایت می‌شود ایتنا

هر زتابایت برابر است با ۱۵۲ میلیون ساعت ویدئو با کیفیت 8K UHD ...